# 2001년 북러정상회담
2001년 북러정상회담(北러頂上會談)은 2001년 8월 4일에 북한 김정일 위원장이 취임 후 러시아 푸틴 대통령과 첫 북러정상회담을 가졌다.

## 개요
2001년 7월 26일부터 8월 18일까지 이뤄진 러시아 방문에서 그는 먼저 특별열차로 북러 국경을 넘은 뒤 시베리아 횡단철도를 타고 9일 동안 블라디보스토크∼하바롭스크∼이르쿠츠크∼노보시비르스크∼모스크바로 이어지는 9천200여km의 여행을 소화했습니다.
8월 4일 모스크바에서 블라디미르 푸틴 대통령과 정상회담을 한 김 위원장은 뒤이어 역시 열차로 러시아 제2도시이자 푸틴의 고향이기도 한 상트페테르부르크까지 방문하고 나서 지나온 철길을 되돌아 평양으로 귀환했다.

## 같이 보기
- 남북정상회담
- 2002년 북러정상회담
- 2011년 북러정상회담
- 북미정상회담